# Henry & June
Henry & June är en amerikansk film från 1990, regisserad av Philip Kaufman. Filmen är baserad på boken med samma namn skriven av Anaïs Nin. Den berättar om Nins kärleksrelationer till Henry Miller och hans fru June. I filmens spelas Anaïs Nin av Maria de Medeiros, Miller av Fred Ward och June av Uma Thurman.
Filmens fotograf, Philippe Rousselot, blev nominerad till en Oscar för bästa fotografi.